# Губерт Прусский
Губерт Карл Вильгельм Прусский (нем. Hubertus Karl Wilhelm von Preußen; 30 сентября 1909, Потсдам, Пруссия — 8 апреля 1950, Виндхук) — прусский принц, внук последнего императора Германии Вильгельма II.

## Биография
Принц Губерт — третий сын кронпринца Вильгельма Прусского и его супруги Цецилии Мекленбург-Шверинской. 
После падения монархии в 1918 году Губерт покинул родной Потсдам и проживал с младшими братьями и сёстрами в силезском Эльсе в одном из поместий, сохранившихся в собственности Гогенцоллернов. В 1934 году Губерт поступил на службу в 8-й пехотный полк во Франкфурте-на-Одере. Когда началась Вторая мировая война, Губерт в составе 3-й пехотной дивизии участвовал в польском походе. В 1940 году в бою был ранен и умер от ран его старший брат Вильгельм. После похорон Вильгельма, собравших более 50 тыс. человек, Гитлер запретил членам владетельных домов Германии воевать на фронте. В 1943 году Губерт со второй супругой Магдаленой Рейсской поселился в имении Вильденбрух близ Шведта.
После войны супругам пришлось покинуть своё имение, располагавшееся восточнее Одера, и поселиться в Бюдингене. В 1950 году Губерт эмигрировал в Южную Африку. Во времена германской колонизации Африки Гогенцоллерны владели там несколькими фермами. В послевоенное время брат Губерта Фридрих выкупил бывшие имперские фермы Дикдорн и Козис близ Мариенталя. Губерт планировал заняться их управлением и выращивать там овец каракульской породы. Однако 8 апреля 1950 года Губерт внезапно умер в Виндхуке после операции по удалению аппендикса. Останки принца были перевезены в Германию и нашли последнее пристанище на фамильном кладбище в Офицерском садике в замке Гогенцоллерн.

## Семья
В 1941—1943 годах Губерт Прусский был женат на баронессе Марии Анне фон Гумбольдт-Дахрёден (1916—2003). Детей не было.
В 1943 году Губерт женился во второй раз на принцессе Магдалене Паулине Рейсской (1920—2009). В этом браке родились:
- Анастасия Виктория Цециль Прусская (род. 1944), замужем за князем Алоисом Константином Лёвенштейн-Вертгейм-Розенбергским (род. 1941), 4 детей:
  - Наследный принц Карл Фридрих (30 сентября 1966 — 24 апреля 2010), женат с 1998 года на Стефании, баронессе фон дер Бренкен (род. 21 апреля 1970), четверо детей
  - Принц Хубертус (род. 18 декабря 1968), женат с 2010 года на баронессе Ирис фон Дорнберг (род. 3 мая 1969)
  - Принцесса Кристина  (род. 27 сентября 1969), замужем с 2002 года за Гвидо фон Рором (род. 27 сентября 1969), четверо детей
  - Принц Доминик (род. 7 марта 1983), женат с 2012 года на Ольге Грациэлле цу Кастель-Рюденгаузен (род. 31 января 1987)
- Мария Кристина Прусская (1947—1966), погибла в автокатастрофе в Гиссене